# M5 (trattore d'artiglieria)
L′M5 13 t High speed tractor (Trattore ad alta velocità da 13 t M5) era un trattore d'artiglieria sviluppato negli Stati Uniti per il traino di artiglierie pesanti campali, con la possibilità di trasportare tutti i serventi del pezzo. Questo veicolo venne sviluppato, pariteticamente all′M4, a cominciare dal 1941, ma su scafo del carro leggero M3, più moderno del precedente M2A1 sul cui scafo era progettato l'M4.

## Sviluppo
L'esercito statunitense arrivò al 1939 senza una chiara politica relativa alla meccanizzazione, ma, in seguito ai successi della Blitzkrieg nel 1939 e 1940, i pianificatori dello sviluppo delle forze armate statunitensi si resero conto della necessità di avere un esercito che si affidasse quanto più possibile a veicoli motorizzati per il movimento tanto tattico quanto strategico. Fra l'altro questo comportava che anche l'artiglieria potesse muovere con velocità confrontabile con quella dei mezzi corazzati, all'epoca i semoventi esistevano solo sui tavoli dei progettisti (quando esistevano), quindi venne deciso lo sviluppo di una serie di "trattori ad alta velocità" (High speed tractor) con caratteristiche tali da poter trainare qualsiasi pezzo presente nell'organico della artiglieria. L'alta velocità di questi trattori deve comunque sempre essere considerata in relazione a quella del traino animale e non in confronto con quella ottenibile con veicoli a ruote.
Nel corso del 1942 vennero prodotti diversi prototipi per il trattore destinato al traino delle artiglierie pesanti campali (Obici M2 105 mm e cannoni M1 4,5 in), designati T13, T20 e T21, in seguito ad una serie di test sul campo prova di Aberdeen l'ultimo venne standardizzato alla fine di ottobre 1942 come trattore ad alta velocità M5.

## Tecnica
Il veicolo era praticamente un cassone aperto su un telaio cingolato con un telaio superiore smontabile per sostenere un telone di copertura. La posizione del pilota era anteriore e centrale, con un parabrezza ribaltabile in avanti che copriva solo il pilota. L'accesso al veicolo avveniva da due porte anteriori (non laterali) ai fianchi del sedile del pilota. Gli otto uomini trasportati sedevano appoggiati alla fiancate laterali su due file di quattro sedili ciascuna. Le fiancate avevano la capacità di fornire un certo livello di protezione per gli occupanti, essendo continue.
Il motore (posteriore) era un Continental R6572 a 6 cilindri di 9375 cm³ di cilindrata, alimentato a benzina che poteva erogare fino a 235 CV. Il radiatore era posteriore e raffreddato usando una ventola a sei pale. Il cambio era a quattro marce ed una retromarcia, accoppiato ad un gruppo di rinvio a due velocità, quindi per ogni marcia poteva essere selezionata anche una marcia ridotta.
Le sospensioni erano a molle verticali, su due carrelli a ruote di piccolo diametro, la ruota di rinvio (con il sistema di tensionamento dei cingoli) e la ruota anteriore motrice erano quelle del carro leggero M3, quindi anche i cingoli erano gli stessi. Considerando che il corpo del mezzo non era corazzato, quindi meno rigido di quello del carro armato da cui aveva origine il mezzo, erano state aggiunte due travi di irrigidimento esterne per garantire l'allineamento dei carrelli. I ruotini tendicingolo erano fissati al telaio.
I modelli di cingolo adattabili all'M5 erano: T16E1, T16E2, T36E6, T55E1, tutti con larghezza di 295 mm che garantivano il contatto il suolo per 2,97 m.
Il veicolo era un mezzo assai diverso dall'M4, e destinato a trainare gli obici da 105, 114 e 155mm, con un carico rispettivamente di 56, 38 e 24 colpi.
Il carico utile trasportasbile sul cassone era di 5000 kg e trainava carichi di 5150 kg (12000 lb). Il gancio di traino era precaricato a molla.
Tra le dotazioni standard, un verricello anteriore da 6800 kg. Non standard era la possibilità di montare sui modelli M5, M5A2 e M5A4 una lama da bulldozer (macchina)| modello T2, rendendo quindi il mezzo capace di scavare postazioni per i pezzi trainati. Il trattore poteva trainare due rimorchi a biga M10 accoppiati.
In genere i trattori M5 erano disarmati, ma su alcuni fu effettuata una modifica campale, particolarmente nel teatro di guerra Mediterraneo, montando l'anello M49C ed i relativi accessori per il supporto di una M2 Browning da 12,7 mm.

## Varianti
Oltre all'M5 originale furono prodotte alte versioni del veicolo, soprattutto in considerazione degli sviluppi necessari all'impiego del veicolo su terreni a bassa consistenza e del comfort degli uopmini trasportati.
Nell′M5A1 il cassone superiore era sostituito da una struttura con la parte anteriore completamente chiusa. Il parabrezza non era più singolo e ribaltabile, ma in due finestre e fisse, fornito di tergicristalli. Sopra la struttura era montato di serie un anello di supporto per la Browning 12,7 mm. Le due porte anteriori erano state sostituite da due porte laterali. Le munizioni per il pezzo trainato erano tenute in due comparti apribili lateralmente posti dietro il vano per l'equipaggio. Il numero di uomini trasportabili saliva a 10 più il guidatore, che assumeva una posizione di guida non più centrale, ma spostata verso sinistra. Le caratteristiche tecniche non erano state modificate sensibilmente.
L′M5A2 e l′M5A3 avevano sospensioni modificate (HVVS) e cingoli modello T82 da 533 mm, distinguendosi in quanto il primo era derivato dall'M5, mentre il secondo era derivato dall'M5A1. Dato il diverso sistema di sospensioni e l'aumento della larghezza dei cingoli, erano scomparse le barre laterali di irrigidimento del sistema dei carrelli.
L′M5A4 aveva cingoli con tensione regolabile (sempre modello T82) e con saldati i supporti per le estensioni laterali, 12 sedili, scafo più largo (2,92 m)
Ne furono costruiti circa 5290 esemplari dalla International Harvester nel periodo 1943-1945. Fu distribuito in circa 200 esemplari anche all'URSS nell'ambito della legge Affitti e prestiti.

## Prestazioni
Le prestazioni del mezzo erano inferiori a quelle dell'M4, nonostante il miglior sistema di rotolamento (derivato da quello del carro leggero M3, invece che da quello del carro leggero M2), d'altra parte la richiesta era per un trattore meno spinto di quanto non fosse l'M4. D'altra parte, in termini di valori assoluti erano più che soddisfacenti, con una pressione al suolo di 0,08 MPa, ossia di circa 0,8 kg/cm2, la capacità di guado senza preparazione di 1,3 m, la capacità di superare una trincea di 1,7 m (gli stessi parametri per l'M4 erano 0,05 MPa, guado 1,04 m e trincea di 1,5 m).

## Impiego
Venne utilizzato nel corso della seconda guerra mondiale tanto nei teatri di guerra europei quanto in quello del Pacifico. Distribuito agli alleati fu utilizzato tanto dalla Gran Bretagna quanto dall'Unione Sovietica. Successivamente fu usato nella guerra di Corea, con l'8ª armata, anche per il traino dei radar di localizzazione per il tiro di controbatteria. Dopo la guerra di Corea, nel corso della guerra fredda, fu usato fino all'inizio degli anni '60 anche per il traino di artiglierie contraerei e relativi radar di avvistamento e scoperta nel corso della guerra fredda.
Oltre che dall'US Army nel dopoguerra fu utilizzato da Austria, Giappone, Pakistan e Iugoslavia.